# Рябинин, Юрий Валерьевич
Юрий Валерьевич Рябинин (род. 26 апреля 1963, Москва) — русский писатель и публицист.

## Биография
Родился в семье известного спортсмена — прыгуна на лыжах с трамплина, члена сборной СССР Валерия Васильевича Рябинина.
Окончил филологический факультет МГУ (1990) и богословский факультет Свято-Тихоновского университета (2011).
Лауреат литературных премий — газеты «Литературная Россия» (1996 год), журнала «Москва» (2003 год).
Автор ряда книг прозы и публицистики. Многочисленные работы различных жанров опубликованы во многих российских и зарубежных изданиях, в том числе в «Литературной газете», «Литературной России», «Вечерней Москве», «Роман-газете», в журналах «Москва», «Московский журнал», «Время и мы» (Нью-Йорк), «Литературный европеец» (Франкфурт-на-Майне) и др. 
В 2014 году Юрий Рябинин в составе российской делегации представлял на Франкфуртской книжной ярмарке роман «Твердь небесная».
Подписал Открытое письмо российских работников культуры и искусства против войны с Украиной.

### Книги
Источник информации — электронный каталог РНБ:
- Операция доктора Снегирева[1][2]. — М.: Мосты, 1994. — 110 с. — 1500 экз. — ISBN 5-87187-015-5
- Неизданная повесть. // Время и мы, № 148, Нью-Йорк, 2000. С. 17—76.
- Усадьба-призрак: Повести. — М.: Роман-газ. № 10 (1472), 2004. — 64 с. — 8500 экз.
- Жизнь московских кладбищ: история и современность. — М.: РИПОЛ классик, 2006. — 461 с. — ISBN 5-7905-4845-8
- Русское юродство. — М.: РИПОЛ классик, 2007. — 382 с. — 5000 экз. — ISBN 978-5-386-00162-9
- Заговор лилипутов: старые повести. — М.: Голос-Пресс, 2008. — 348 с. — 3000 экз. — ISBN 978-5-7117-0530-7 (в пер.).
- Подвиг русского юродства. — М.: Роман-газ. № 10 (1616), 2010. — 92 с. — 4000 экз.
- Мистика московских кладбищ[3]. — М.: Алгоритм, 2011. — 557 с. — 2000 экз. — ISBN 978-5-432-00013-2
- Столпи непоколебимии. — М.: Храм Святителей Московских, 2012. — 96 с. с илл. — 200 экз. — ISBN 978-5-4249-0019-8
- Твердь небесная: Роман. — М.: РИПОЛ классик, 2014. — 944 с. — ISBN 978-5-386-07393-0
- История московских кладбищ. Под кровом вечной тишины. — М.: РИПОЛ классик, 2015. — 624 с. — ISBN 978-5-386-08320-5
- Православие. Катехизация за V часов. — М.: Наше Завтра, 2021. — 379 с. — ISBN 978-5-6045084-7-3
- Русь юродская. История русского юродства. — М.: РИПОЛ классик, 2021. — 416 с. — ISBN 978-5-386-14387-9
- Время близко. Избранная публицистика[4]. — Франкфурт-на-Майне: Литературный европеец, 2024. — 92 с. — ISBN 978-3-949577-19-2